# 2021년 세계 쇼트트랙 선수권 대회
2021년 세계 쇼트트랙 선수권 대회(영어: 2021 World Short Track Speed Skating Championships)는 2021년 3월 5일부터 3월 7일까지 네덜란드 도르드레흐트에서 열린 세계 쇼트트랙 선수권 대회이다.

## 참가국과 논란
코로나19 범유행의 여파로 대한민국, 중화인민공화국, 일본 등은 불참을 결정하였다. 영국은 네덜란드로부터 입국 허가를 받지 못해 불참하였으며, 각국의 여러 일부 선수들도 결장 하였다. 많은 엘리트 선수들이 빠졌기에 세계선수권 결과의 타당성에 의문이 제기되었다. 러시아 선수들은 러시아의 도핑스캔들 여파로 인해 국가의 이름을 사용하는 대신 러시아 빙상연맹 (영어: Russian Skating Union) 으로 출전하였다.

## 메달 집계
3000m 슈퍼파이널은 메달이 수여되지 않는다. 남녀 500m, 1000m, 1500m, 계주, 종합 메달 합산
| 순위 | 국가            | 금메달 | 은메달 | 동메달 | 합계 |
| ---- | --------------- | ------ | ------ | ------ | ---- |
| 1    | 네덜란드        | 6      | 1      | 2      | 9    |
| 2    | 헝가리          | 3      | 3      | 0      | 6    |
| 3    | 캐나다          | 1      | 2      | 1      | 4    |
| 4    | 이탈리아        | 0      | 1      | 5      | 6    |
| 5    | 러시아 빙상연맹 | 0      | 1      | 2      | 3    |
| 6    | 벨기에          | 0      | 1      | 0      | 1    |
| 7    | 프랑스          | 0      | 1      | 0      | 1    |
| 합계 | 합계            | 10     | 10     | 10     | 30   |

## 메달리스트

### 남자
| 종목       | 금                                                                      | 은                                                                         | 동                                                                   |
| ---------- | ----------------------------------------------------------------------- | -------------------------------------------------------------------------- | -------------------------------------------------------------------- |
| 개인종합   | 류 샤오앙 헝가리                                                        | 류 사오린 샨도르 헝가리                                                    | 세묜 옐리스트라토프 (러시아 빙상연맹)                                |
| 500m       | 류 샤오앙 헝가리                                                        | 세묜 옐리스트라토프 (러시아 빙상연맹)                                      | 피에트로 시겔 이탈리아                                               |
| 1000m      | 류 사오린 샨도르 헝가리                                                 | 류 샤오앙 헝가리                                                           | 피에트로 시겔 이탈리아                                               |
| 1500m      | 샤를 아믈랭 캐나다                                                      | 이츠하크 더 라트 네덜란드                                                  | 세묜 옐리스트라토프 (러시아 빙상연맹)                                |
| 3000m S.F  | 세바스티앵 르파프 헝가리                                                | 이츠하크 더 라트 네덜란드                                                  | 류 사오린 샨도르 헝가리                                              |
| 5000m 계주 | 네덜란드 단 브레이우스마 이츠하크 더 라트 싱키 크네흐트 옌스 판트바우트 | 헝가리 류 사오린 샨도르 류 샤오앙 존 헨리 크루거 부리안 처버 알렉스 바르뉴 | 이탈리아 유리 콘포르톨라 톰마소 도티 피에트로 시겔 루카 스페첸하우저 |

### 여자
| 종목       | 금                                                                                         | 은                                                                   | 동                                                                                       |
| ---------- | ------------------------------------------------------------------------------------------ | -------------------------------------------------------------------- | ---------------------------------------------------------------------------------------- |
| 개인종합   | 쉬자너 스휠팅 네덜란드                                                                     | 코트니 사로 캐나다                                                   | 아리안나 폰타나 이탈리아                                                                 |
| 500m       | 쉬자너 스휠팅 네덜란드                                                                     | 아리안나 폰타나 이탈리아                                             | 셀마 파우츠마 네덜란드                                                                   |
| 1000m      | 쉬자너 스휠팅 네덜란드                                                                     | 하너 데스멋 벨기에                                                   | 코트니 사로 캐나다                                                                       |
| 1500m      | 쉬자너 스휠팅 네덜란드                                                                     | 코트니 사로 캐나다                                                   | 크산드라 펠제부르 네덜란드                                                               |
| 3000m S.F  | 쉬자너 스휠팅 네덜란드                                                                     | 코트니 사로 캐나다                                                   | 셀마 파우츠마 네덜란드                                                                   |
| 3000m 계주 | 네덜란드 쉬자너 스휠팅 야라 판 케르크호프 크산드라 펠제부르 셀마 파우츠마 리아너 더 프리스 | 프랑스 그웬돌린 도데 티파니 위오마르샹 오렐리 레베크 오렐리 몽부아생 | 이탈리아 아리안나 폰타나 신티아 마시토 아리안나 시겔 마르티나 발체피나 아리안나 발체피나 |

## 종합 랭킹
개인 종목 순위에 따라 포인트를 매겨 종합 랭킹을 산출한다. 각 종목의 1위부터 8위까지 각각 34, 21, 13, 8, 5, 3, 2, 1점이 부여되며 500m, 1000m, 1500m 세 종목의 포인트 합산 상위 8명이 3000m 슈퍼파이널에 진출한다. 3000m 슈퍼파이널에는 중간 레이스 포인트가 존재하는데 1000m 지점과 2000m 지점을 가장 먼저 통과한 선수에게 레이스 포인트 5점이 부여된다. 이후 결승선에 들어온 순서대로 1위부터 8위까지 포인트를 지급하고 거기에 중간 레이스 포인트를 더해서 슈퍼파이널의 최종 순위를 매긴다. 모든 종목이 끝나면 네 종목의 포인트를 합산하여 종합 순위를 가리고 종합 랭킹 1위가 종합 우승을 차지한다. 만약 동점자가 있다면 슈퍼파이널 순위가 높은 선수가 우선시 된다.

### 남자
| 순위 | 선수                | 국가            | 총점 |
| ---- | ------------------- | --------------- | ---- |
| 1    | 류 샤오앙           | 헝가리          | 60   |
| 2    | 류 사오린 샨도르    | 헝가리          | 55   |
| 3    | 세묜 옐리스트라토프 | 러시아          | 44   |
| 4    | 세바스티앵 르파프   | 프랑스          | 42   |
| 5    | 이츠하크 더라트     | 네덜란드        | 42   |
| 6    | 샤를 아믈랭         | 캐나다          | 41   |
| 7    | 피에트로 시겔       | 이탈리아        | 27   |
| 8    | 딜런 호거베르프     | 네덜란드        | 16   |
| 9    | 스테인 데스멋       | 벨기에          | 7    |
| 10   | 루카 스페첸하우저   | 이탈리아        | 5    |
| 11   | 막심 라운           | 캐나다          | 3    |
| 12   | 콘스탄틴 이블리예프 | 러시아 빙상연맹 | 3    |

### 여자
| 순위 | 선수                    | 국가            | 총점 |
| ---- | ----------------------- | --------------- | ---- |
| 1    | 쉬자너 스휠팅           | 네덜란드        | 136  |
| 2    | 코트니 사로             | 캐나다          | 58   |
| 3    | 아리안나 폰타나         | 이탈리아        | 39   |
| 4    | 셀마 파우츠마           | 네덜란드        | 37   |
| 5    | 하너 데스멋             | 벨기에          | 27   |
| 6    | 크산드라 펠제부르       | 네덜란드        | 15   |
| 7    | 소피아 프로스비르노바   | 러시아 빙상연맹 | 13   |
| 8    | 크리스틴 산토스         | 미국            | 11   |
| 9    | 예카테리나 예프레멘코바 | 러시아 빙상연맹 | 3    |
| 10   | 야서파티 페트러         | 헝가리          | 2    |
| 11   | 니콜라 마주르           | 폴란드          | 2    |
| 12   | 신티아 마시토           | 이탈리아        | 1    |

## 같이 보기
- 쇼트트랙
- 세계 쇼트트랙 선수권 대회